# Genevilla

Genevilla là một đô thị trong tỉnh và cộng đồng tự trị Navarre, Tây Ban Nha. Đô thị này có dân số là 111 người. Đô thị nằm ở độ cao m trên mực nước biển, cách tỉnh lỵ km.
| Biến động dân số                                        | Biến động dân số | Biến động dân số | Biến động dân số | Biến động dân số | Biến động dân số | Biến động dân số | Biến động dân số | Biến động dân số | Biến động dân số | Biến động dân số |
| 1996                                                    | 1998             | 1999             | 2000             | 2001             | 2002             | 2003             | 2004             | 2005             | 2006             | 2007             |
| ------------------------------------------------------- | ---------------- | ---------------- | ---------------- | ---------------- | ---------------- | ---------------- | ---------------- | ---------------- | ---------------- | ---------------- |
| 127                                                     | 127              | 125              | 116              | 123              | 124              | 112              | 105              | 112              | 106              | 100              |
| Nguồn: Genevilla et instituto de estadística de navarra |                  |                  |                  |                  |                  |                  |                  |                  |                  |                  |